# Каратауские укрепления
Каратауские укрепления — остатки оборонительных сооружений, расположенных на территории Туркестанской, Жамбылской и Кызылординской областей Казахстана.
Каратауские укрепления относятся к двум периодам:
- XIII век — для защиты от монгольских нашествий;
- XVIII век — для защиты от набегов джунгар.

Несмотря на то, что часть Каратауских укреплений не относится к периоду конфликтов с калмыками, местные жители используют собирательное название «мықтың үйi» (искажённое от «калмықтың үйi»).
До настоящего времени сохранилось около 50 укреплений: Карак, Катын-камал, Кызтоккен, Абзел, Бабай, Карасуан, Суындык и др. Большинство из них представляют собой каменные сооружения площадью от 700 до 1000 м², в плане круглые, квадратные или прямоугольные.
В укреплении Суындык, датированном XVIII веком, во время раскопок найдено оружие, ювелирные изделия, остатки горшков и другие предметы. Многие же другие укрепления ещё не подвергались археологическим исследованиям.